# Dülledtszemű álsügér
A dülledtszemű álsügér (Sebastes aleutianus) a sugarasúszójú halak (Actinopterygii) osztályának a skorpióhal-alakúak (Scorpaeniformes) rendjébe, ezen belül a Sebastidae családjába tartozó faj.

## Előfordulása
A Sebastes aleutianus mélytengeri halfaj. Az aleutianus név utal az Aleut-szigetekre, ahol ezt a fajt felfedezték. Előfordulási területe a Csendes-óceán északi részén a 31. és a 66. szélességi fok között található. Gyakori a Bering-tengerben, az Aleut-szigeteknél egészen San Diegóig, ahol a 25-900 méter közötti tengermélységben fordul elő.

## Megjelenése
Átlagos mérete nyolcvan centiméter, a legnagyobb jelentett példánya 104 centiméter hosszú és 17,69 kilogrammos volt. A hímek és a nőstények nagyságukat tekintve nem különböznek egymástól. Testszíne rózsaszín néhol barna, vagy barnás foltokkal tarkítottan a víz alatt nézve bronzhoz is hasonlítható. Hosszú az életkilátása, hiszen 205 évig is élhet. Ezzel egyébként a tíz leghosszabb életű állatfaj között az előkelő harmadik helyen áll. Megjelenésében hasonlít hozzá a közeli rokona a Sebastes borealis, de ettől a fajtól nagyobb mérete miatt is megkülönböztethető.

### Internetes leírások a dülledtszemű álsügérről
- A faj adatlapja a FishBase oldalán. FishBase. (Hozzáférés: 2011. szeptember 2.)
- Sebastes aleutianus (Jordan & Evermann, 1898). BioLib.cz. (Hozzáférés: 2011. szeptember 2.)
- A taxon adatlapja az ITIS adatbázisában. Integrated Taxonomic Information System. (Hozzáférés: 2011. szeptember 2.)
- Sebastes aleutianus (Jordan & Evermann, 1898) AphiaID: 274771 (angol nyelven). WORMS World Register of Marine Species. (Hozzáférés: 2011. szeptember 2.)
- Sebastes aleutianus (Jordan and Evermann, 1898) (angol nyelven). Encyclopedia of Life. (Hozzáférés: 2011. szeptember 2.)[halott link]